# ائوزینوفیلوریا
ائوزینوفیلوریا (انگلیسی: Eosinophiluria) به حضور غیرطبیعی ائوزینوفیل در ادرار گفته می‌شود.

این عارضه را می‌توان با تشخیص سطوح پروتئین کاتیونی ائوزینوفیل اندازه‌گیری کرد.

## شرایط وابسته
این بیماری می‌تواند با طیف گسترده‌ای از شرایط، از جمله موارد زیر مرتبط باشد:
- اختلالات کلیوی مانند نفریت بینابینی حاد[۲] و نارسایی حاد کلیه ناشی از آمبولی کلسترول
- گرانولوماتوز ائوزینوفیلیک همراه با پلی آنژیت[۳]

ائوزینوفیلوریا (بیش از ۵٪ از لکوسیت‌های ادرار) یک یافته شایع (~۹۰٪) در نِفریت آلرژیک ناشی از آنتی‌بیوتیک‌ها است، با این حال، لنفوسیت‌ها در نِفریت بینابینی آلرژیک ناشی از NSAIDها غالب هستند. ائوزینوفیلوریا ویژگی ARF آتروامبولیک است.